# Martin Leutzsch
Martin Leutzsch (* 5. März 1956 in Bayreuth) ist ein deutscher evangelischer Theologe. Er ist Neutestamentler und war Inhaber des Lehrstuhls für Biblische Exegese und Theologie im Fach Evangelische Theologie an der Universität Paderborn. Er verfasste zahlreiche Publikationen zu sozialgeschichtlichen Fragen sowie zur Theorie und Praxis der Bibelübersetzung.

## Leben und Arbeitsschwerpunkte
Martin Leutzsch ist 1956 in Bayreuth geboren, in der Nähe aufgewachsen und hat 1975 am humanistischen Gymnasium Christian-Ernestinum Bayreuth die Reifeprüfung abgelegt. Nach dem Studium der Evangelischen Theologie in Erlangen und Bonn, sowie dem Ersten Theologischen Examen 1981 in der Evangelisch-Lutherischen Kirche in Bayern, absolvierte er sein Vikariat von 1981 bis 1983 in Zeilitzheim, einem Gemeindeteil von Kolitzheim in Unterfranken. 1984 wurde er ordiniert und ist neben seiner wissenschaftlichen Tätigkeit seitdem ehrenamtlich in der Kirche tätig.
Im Anschluss an das Vikariat arbeitete Martin Leutzsch als wissenschaftlicher Mitarbeiter an dem von Klaus Wengst geleiteten DFG-Projekt „Hirt des Hermas“ an der Evangelisch-Theologischen Fakultät der Ruhr-Universität Bochum mit. Von 1985 bis 1988 war Martin Leutzsch als wissenschaftlicher Mitarbeiter (Promotion zum Dr. theol. 1988), von 1988 bis 1994 als wissenschaftlicher Assistent am Lehrstuhl für Theologie und Exegese des Neuen Testaments der Ruhr-Universität Bochum tätig. 1993 wurde er habilitiert. Seine Habilitationsschrift trägt den Titel „Die Bewährung der Wahrheit. Der dritte Johannesbrief als Dokument urchristlichen Alltags“. Von 1994 bis 1998 lehrte Martin Leutzsch als Professor für Biblische Theologie an der Evangelischen Fachhochschule für Sozialarbeit Dresden. Ab 1998 hatte er den Lehrstuhl für Biblische Exegese und Theologie im Fach Evangelische Theologie an der Universität Paderborn inne. Zum Ende der Vorlesungszeit des Wintersemesters 2021/22 wurde er emeritiert.
Martin Leutzsch ist Mitglied des Studienkreises Kirche und Israel der Evangelischen Kirche im Rheinland und der Evangelischen Kirche von Westfalen, Mitglied der Arbeitsgemeinschaft Christen und Juden beim Deutschen Evangelischen Kirchentag und evangelischer Vorsitzender der Gesellschaft für christlich-jüdische Zusammenarbeit Paderborn. Er begleitet ferner das Bibeldorf Rietberg wissenschaftlich und ist einer der Herausgeber und Übersetzer der Bibel in gerechter Sprache. Seine Forschungsschwerpunkte sind sozialgeschichtliche Fragen, Genderforschung, Rezeptions- und Transformationsgeschichte der Bibel; Theorie und Praxis der Bibelübersetzung.
Martin Leutzsch ist seit 1982 mit der Historikerin Gabriele Jancke verheiratet und lebt in Paderborn.

## Werke
- Martin Leutzsch: Die Wahrnehmung sozialer Wirklichkeit im „Hirten des Hermas“. (Forschungen zur Religion und Literatur des AT und NT Band 150). Göttingen 1990.
- Martin Leutzsch: Die Bewährung der Wahrheit. Der dritte Johannesbrief als Dokument urchristlichen Alltags. (BAC 16). Trier 1994.
- Martin Leutzsch: Hirt des Hermas. In: Ulrich H. J. Körtner/Martin Leutzsch, Schriften des Urchristentums III: Papiasfragmente. Hirt des Hermas. Darmstadt 1998, S. 107–497.
- Martin Leutzsch: Zeit und Geld im Neuen Testament. In: Jürgen Ebach/Hans-Martin Gutmann/Magdalene L. Frettlöh/Michael Weinrich (Hg.), „Leget Anmut in das Geben“. Zum Verhältnis von Ökonomie und Theologie. (Jabboq 1). Gütersloh 2001, S. 44–104.
- Martin Leutzsch: Jüdin, Bürgerin, Ärztin, Jüngerin, Apostelin: Frauenrollen in der Bibel sichtbar machen – eine Herausforderung für gerechte Bibelübersetzung. In: Erhard Domay/Hanne Köhler (Hg.), Werkbuch Gerechte Sprache in Gemeinde und Gottesdienst. Praxisentwürfe für Gemeindearbeit und Gottesdienst. Gütersloh 2003, S. 105–116.
- Martin Leutzsch: „Jesus der Jude“. Bemerkungen zum Verständnis eines Satzes. In: Katharina von Bremen, Elke Tönges (Hg.), Christlich von Gott reden im Angesicht Israels. Symposion zum 60. Geburtstag von Klaus Wengst. (Tagungsprotokolle – Institut für Kirche und Gesellschaft). Iserlohn 2003, S. 95–105.
- Helga Kuhlmann, Martin Leutzsch, Harald Schroeter-Wittke (Hg.), Reisen. Fährten für eine Theologie unterwegs. (INPUT 1). Münster 2003.
- Martin Leutzsch: Nächstenliebe als Antisemitismus? Zu einem Problem der christlich-jüdischen Beziehung. In: Ekkehard W. Stegemann, Klaus Wengst (Hg.), „Eine Grenze hast Du gesetzt“. Edna Brocke zum 60. Geburtstag. (Judentum und Christentum 13). Stuttgart 2003, S. 77–95.
- Martin Leutzsch: Art. Sozialgeschichte III: Sozialgeschichte des Urchristentums. In: Religion in Geschichte und Gegenwart 4. Aufl., Bd. 7 (2004) S. 1484f.
- Martin Leutzsch: Paulus in der jüdischen Kultur und Theologie der Moderne. In: Sung-Hee Lee-Linke (Hg.), Paulus der Jude. Seine Stellung im christlich-jüdischen Dialog heute. Frankfurt 2005, S. 89–114.
- Martin Leutzsch: Grundbedürfnis und Statussymbol: Kleidung im Neuen Testament. In: Ansgar Köb, Peter Riedel (Hg.), Kleidung und Repräsentation in Antike und Mittelalter. (MittelalterStudien 7). München 2005, S. 9–32.
- Martin Leutzsch: Bibelübersetzung als Skandal und Verbrechen. In: Rainer Dillmann ed., Bibel-Impulse. Film – Kunst – Literatur – Musik – Theater – Theologie. (INPUT 5). Berlin 2006, S. 42–57.
- Gesine Dronsz, Martin Leutzsch, Harald Schroeter-Wittke (Hg.), Zwischen Politik und Religion. Der „Kampf um Paderborn“ 1604 und seine Rezeption. (Beiträge zur Westfälischen Kirchengeschichte 31). Bielefeld 2006.
- Ulrike Bail, Frank Crüsemann, Marlene Crüsemann, Erhard Domay, Jürgen Ebach, Claudia Janssen, Hanne Köhler, Helga Kuhlmann, Martin Leutzsch und Luise Schottroff (Hg.): Bibel in gerechter Sprache, Gütersloh 2006, 3. Auflage 2007 (ISBN 978-3-579-05500-8).